# Kasteel van Thoricourt
Het Kasteel van Thoricourt of Kasteel Obert de Thieusies is een kasteel in het Henegouwse Thoricourt, deelgemeente van Opzullik (Silly) in België. Het kasteel dateert uit de twaalfde eeuw en werd herbouwd in de 17e eeuw. Het kasteel droeg de naam Thoricourt, wat hoeve van Thur betekent. Het kasteel kwam door de eeuwen heen in handen van verschillende families en op het einde van de 18e eeuw werd het eigendom van de familie Obert de Thieusies. In de 18e eeuw werd de schandpaal uit het dorp Thoricourt overgebracht naar het kasteel. In 1768 werd het huidige kasteel gebouwd door de familie de la Marlière. Sinds 1976 is het kasteel met de oranjerie, de vijvers en de Franse tuinen van 15 hectare beschermd als monument. Het kasteeldomein omvat een feestzaal.

## Afbeeldingen

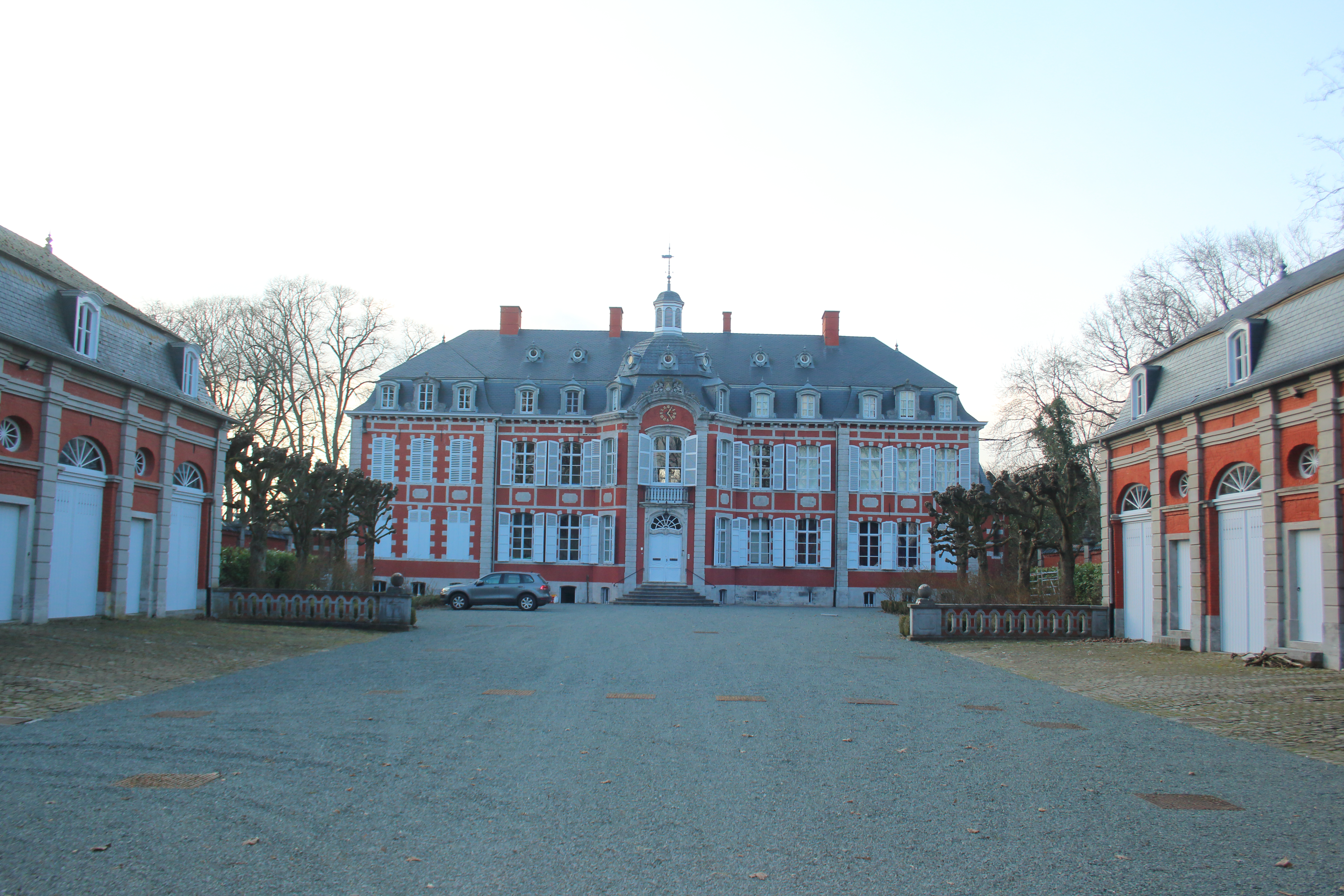
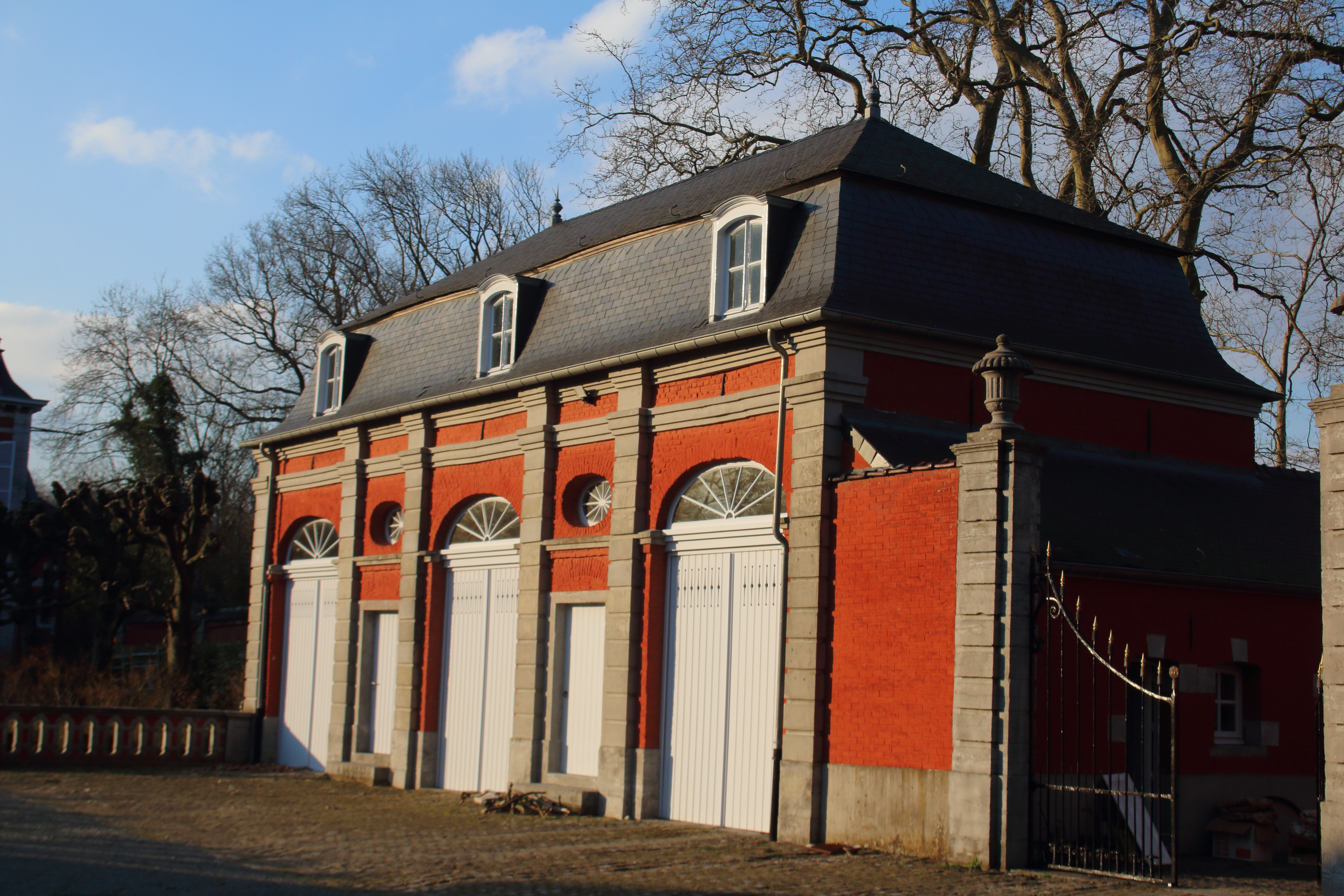